# Boeing ScanEagle
Die ScanEagle ist ein unbemanntes Luftfahrzeug des US-amerikanischen Herstellers Boeing und hergestellt von Insitu, der seit 2008 zu Boeing gehört. Hauptaufgaben der ScanEagle sind Aufklärung, Überwachung und die Gewinnung nachrichtendienstlicher Informationen.

## Geschichte
Die ScanEagle wurde 2001 ursprünglich unter dem Namen SeaScan für die Fischwirtschaft entwickelt, um aus der Luft Thunfischschwärme suchen und verfolgen zu können. Hierzu war ein Fluggerät nötig, das von normalen Schiffen aus starten und landen konnte. Aus Kostengründen und um den Nachteilen eines Hubschraubers zu entgehen, wählten die Entwickler stattdessen ein Flächenflugzeug mit speziellen Start- und Landeverfahren. Der Bedarf des US-Militärs, lokale Gebiete über längere Zeit aus der Luft beobachten zu können, führte schließlich 2002 zu einer Adaption der ScanEagle hinsichtlich militärischer Belange.
Im Iran wurde im Jahr 2012 bis Ende 2013 unter dem Namen Yasir eine Kopie der ScanEagle nachgebaut.

## Konstruktion

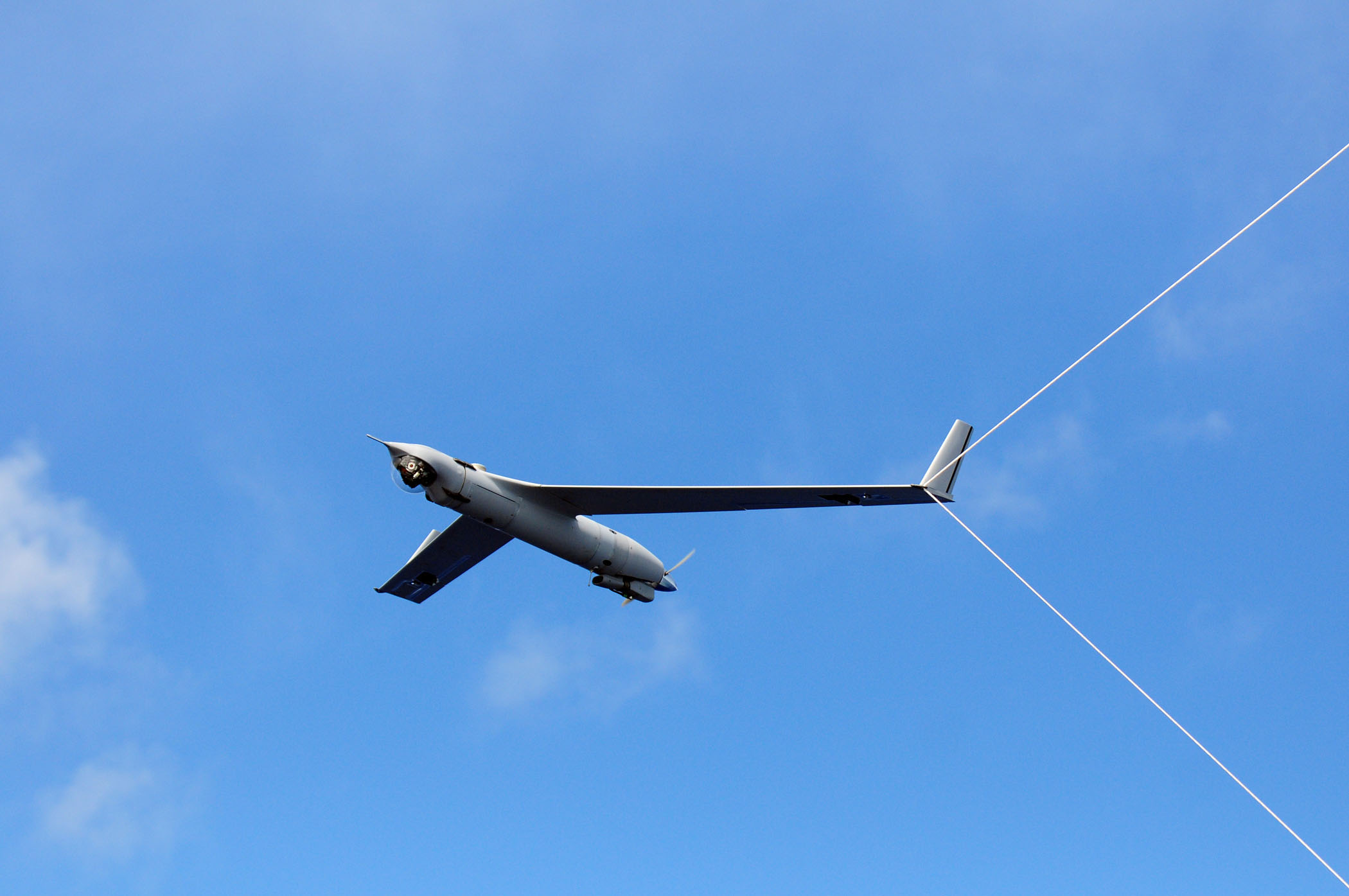
ScanEagle mit am Flügelende eingerasteter Fangleine

Die ScanEagle ist als schwanzloses Flugzeug mit Winglets als Seitenruder und 23,2° Flügelpfeilung ausgelegt. Flügel und Rumpf bestehen vollständig aus Faserverbundwerkstoffen. Um einen problemlosen Transport zu gewährleisten und im Schadensfall einfach einzelne Teile austauschen zu können, ist das Fluggerät modular aufgebaut. Angetrieben wird die SeaEagle von einem Zweitaktmotor mit Druckpropeller. Hierfür wurde der ursprünglich für Benzin ausgelegte Motor für den Betrieb mit Kerosin umgerüstet. Für die Steuerung des Flugzeugs sind ein Flight Control System von Athena Technologies sowie zahlreiche Sensoren integriert. Neben einem GPS-Empfänger und einer INS-Plattform stehen ein Magnetometer sowie Luftdatensensoren zur Verfügung. Die Steuerung und Telemetrie erfolgt über einen UHF-Datenlink, während die Nutzlastdaten im S-Band bei Frequenzen um 2,4 GHz übertragen werden. Die Datenübertragung ist hierbei durch Einsatz von Frequency Hopping Spread Spectrum gesichert.
Als Nutzlast trägt die ScanEagle einen von verschiedenen SAR- (ImSAR), Wärmebild- (DRS E6000) oder Photodetektoren.
Für den seegestützten Einsatz wurden für die SeaScan bzw. ScanEagle angepasste Start- und Landeverfahren entwickelt. Der Start erfolgt mittels eines pneumatischen Katapults, welches das Flugzeug auf ca. 90 km/h beschleunigt. Die Landung kann entweder konventionell erfolgen (nur an Land) oder mittels des patentierten SkyHook-Systems. Dabei fliegt das Flugzeug gegen eine vertikal gespannte 15 m lange Leine, die aufgrund der Flügelpfeilung an die äußeren Enden der Tragfläche gleitet und dort in ein Hakensystem einrastet.
Um die Kosten niedrig zu halten, wurde bei der Konstruktion der SeaScan, insbesondere zu Anfang wo immer es möglich war, auf gewöhnliche Standardkomponenten (COTS-Bauteile) zurückgegriffen. So wurde der Zweitaktmotor für den Antrieb aus einem Modellflugzeugmotor abgeleitet, eine handelsübliche Videokamera (Sony 1000) eingebaut und für das Landesystem eine normale Arbeitsbühne modifiziert. Erst im Zuge militärischer Umrüstmaßnahmen kamen weitere Sensoren hinzu.

## Betreiber
Folgende Staaten betreiben die ScanEagle:
- Vereinigte Staaten (US Navy, US Marine Corps)[11]
- Kanada [11]
- Australien (Australian Army)[11]
- Polen[12]
- Kolumbien[13]
- Singapur[5]
- Irak In den Jahren 2013 und 2014 aus den USA geliefert, zur Unterstützung des Kampfes gegen den IS in der Provinz al-Anbar
- Indonesien Ab 2018 wird eine Einheit zur maritimen Luftraumüberwachung aufgebaut.[14]

## Nutzung
Die ScanEagle wurde bis jetzt hauptsächlich im Irak, Afghanistan und Pakistan eingesetzt. Dort wird sie von australischen, amerikanischen und kanadischen Streitkräften eingesetzt. Doch auch bei der Bekämpfung von Piraten kam sie bereits zum Einsatz. So wurde die Maersk Alabama während der Besetzung durch Piraten von ScanEagles überwacht. Kolumbien setzt die ScanEagle im Kampf gegen Terroristen und Drogenschmuggler ein.
Am 4. Dezember 2012 meldeten die iranischen Streitkräfte, eine Drohne vom Typ ScanEagle abgefangen zu haben. Dies wurde jedoch kurz darauf seitens des US-Militärs dementiert. Ein namentlich unbekannter Mitarbeiter des Verteidigungsministeriums der USA sagte: „Was auch immer die Iraner behaupten zu besitzen, es ist keine aktiv operierende Drohne der US-Navy.“

## Technische Daten

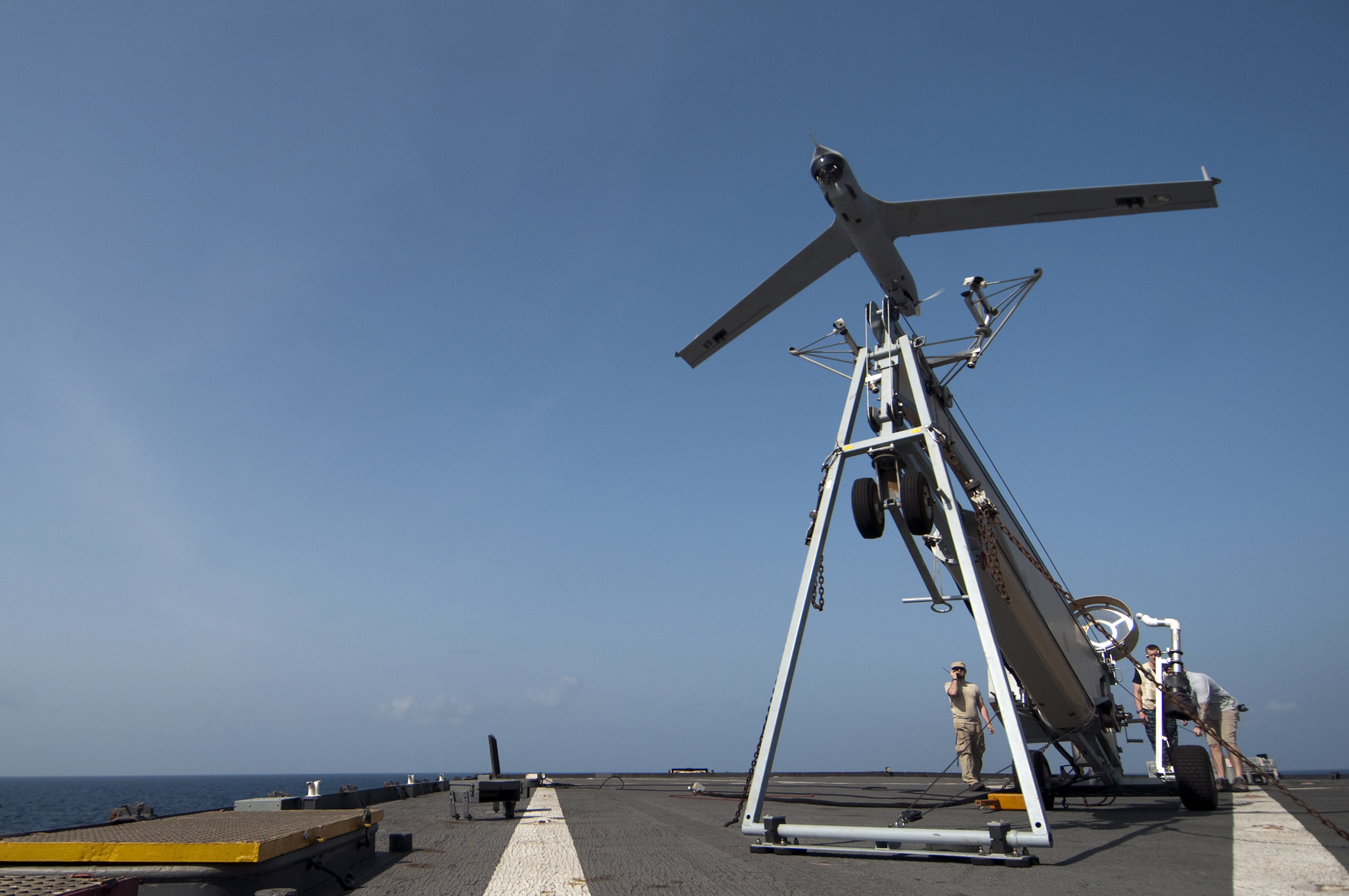
ScanEagle beim Start von der Comstock

| Kenngröße             | Daten                            |
| --------------------- | -------------------------------- |
| Länge                 | 1,37 m                           |
| Spannweite            | 3,11 m                           |
| Nutzlast              | 6,5 kg                           |
| Leermasse             | 13,1 kg                          |
| max. Startmasse       | 20,0 kg                          |
| Höchstgeschwindigkeit | 114 km/h                         |
| Reisegeschwindigkeit  | 69 km/h                          |
| Dienstgipfelhöhe      | 5944 m                           |
| max. Steigrate        | 150 m/min                        |
| Reichweite            | 1500 km                          |
| Flugdauer             | über 28 h                        |
| Triebwerk             | ein 3W-28-Zweitaktmotor (1,9 PS) |